# Hermann IV. (Weimar-Orlamünde)

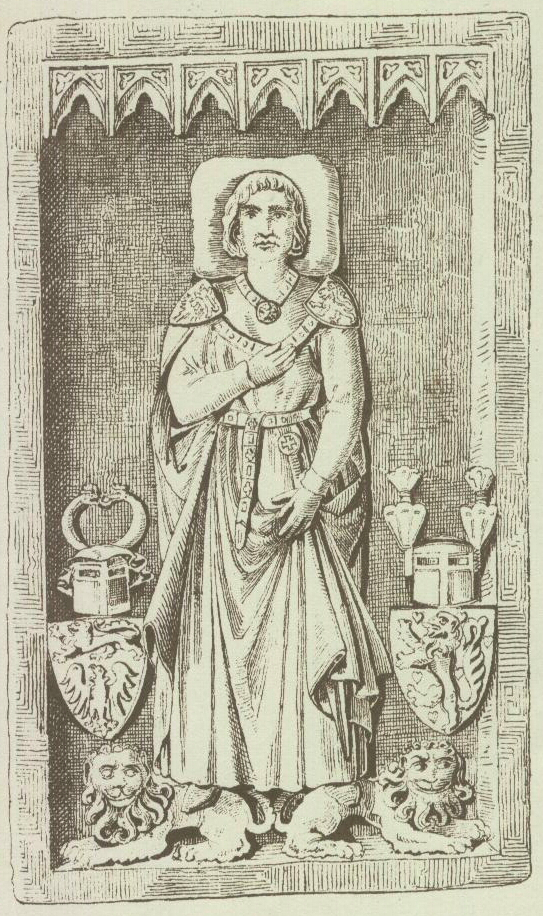
Epitaph von Hermann IV.

Hermann IV. Graf von Weimar-Orlamünde, nach anderer Zählweise Hermann V. († 1319), war ein Graf aus dem Geschlecht Weimar-Orlamünde.
Hermann IV. war ein Sohn des Grafen Otto III. Nach dem Tod des Vaters übernahm er zusammen mit seinem Bruder Otto IV. die Grafschaft. Er erscheint als Herr von Weimar und von Schönwerde. Er heiratete 1290 Mechthild († nach 1339), Tochter des Grafen Friedrich von Rabenswalde († 1315) und Elisabeth, Gräfin von Mansfeld und Osterfeld († 1320). Unter seinen neun Kindern befinden sich mit Friedrich ein nachfolgender Graf und mit Johann ein Komtur der Kommende Weimar. Hermanns Epitaph befindet sich in der Elisabethkapelle in Naumburg.